# 高木久雄
高木 久雄（たかぎ ひさお、1924年10月14日 - 2014年8月31日）は、日本のドイツ文学者、翻訳家。京都大学名誉教授、京都外国語大学元学長。近代ドイツ文学専攻。

## 来歴
長野県岡谷市生まれ。長野県立諏訪中学校（現：長野県諏訪清陵高等学校・附属中学校）、一高を経て、1951年京都大学文学部卒、西京大学助教授、京都大学教養部助教授、1971年教授、1988年定年退官、名誉教授、京都外国語大学教授、1992年から1998年まで同大学及び短期大学学長、2000年に定年退職、名誉教授。
2014年8月31日、肺炎により京都市内の病院で死去。

## 著書
- 『ドイツ文学散策 ゲーテ『親和力』論、カフカ論、その他』（ナカニシヤ出版） 2001.11
- 『随想集』（ナカニシヤ出版） 2005.2

### 共著
- 『ドイツ文法13課 基礎、そして仕上げに向かって』新訂版（芦津丈夫共著、朝日出版社） 1984.4
- 『新速修ドイツ語読本』（内藤道雄共著、郁文堂） 1997.3

## 翻訳
- 『文学の危機』（ヴァルター・ベンヤミン、佐藤康彦共訳、晶文社、ベンヤミン著作集7） 1969
- 『ゴグとマゴグ』（マルティン・ブーバー、 田口義弘共訳、みすず書房、ブーバー著作集9） 1970
- 『複製技術の時代における芸術作品』（ベンヤミン、川村二郎ほか共訳、晶文社、ベンヤミン著作集2） 1970
- 『ドイツ・ロマン主義における芸術批評の概念』（ベンヤミン、大峯顕, 佐藤康彦共訳、晶文社、ベンヤミン著作集4） 1970
- 『ゲーテ』（ベンヤミン、晶文社、ベンヤミン著作集5） 1972
- 『書簡Ⅱ 1929-1940』（ベンヤミン、野村修, 山田稔共訳、晶文社、ベンヤミン著作集15） 1972
- 『表現主義の理論と運動』（河出書房新社、ドイツ表現主義5） 1972
- 『第三のワルプルギスの夜』（カール・クラウス、佐藤康彦, 武田昌一共訳、法政大学出版局、カール・クラウス著作集6） 1976.12
- 『イタリア紀行・第二次ローマ滞在』（ゲーテ、潮出版社、ゲーテ全集11） 1979.11、新版 2003.8
- 『喬木林』（シュティフター、松籟社、シュティフター作品集1） 1983.1
- 『アプディアス』（シュティフター、松籟社、シュティフター作品集2） 1983.5
- 『石さまざま - 祝祭の贈物』（シュティフター、松籟社、シュティフター作品集3） 1984.9
- 『村のロメオとユリア / 三人の律義な櫛職人』（ケラー、松籟社、ケラー作品集） 1987.2

## 参考
- 『随想集』（ナカニシヤ出版）
- 『現代日本人名録2002』（日外アソシエーツ）